# De helden van Arnout

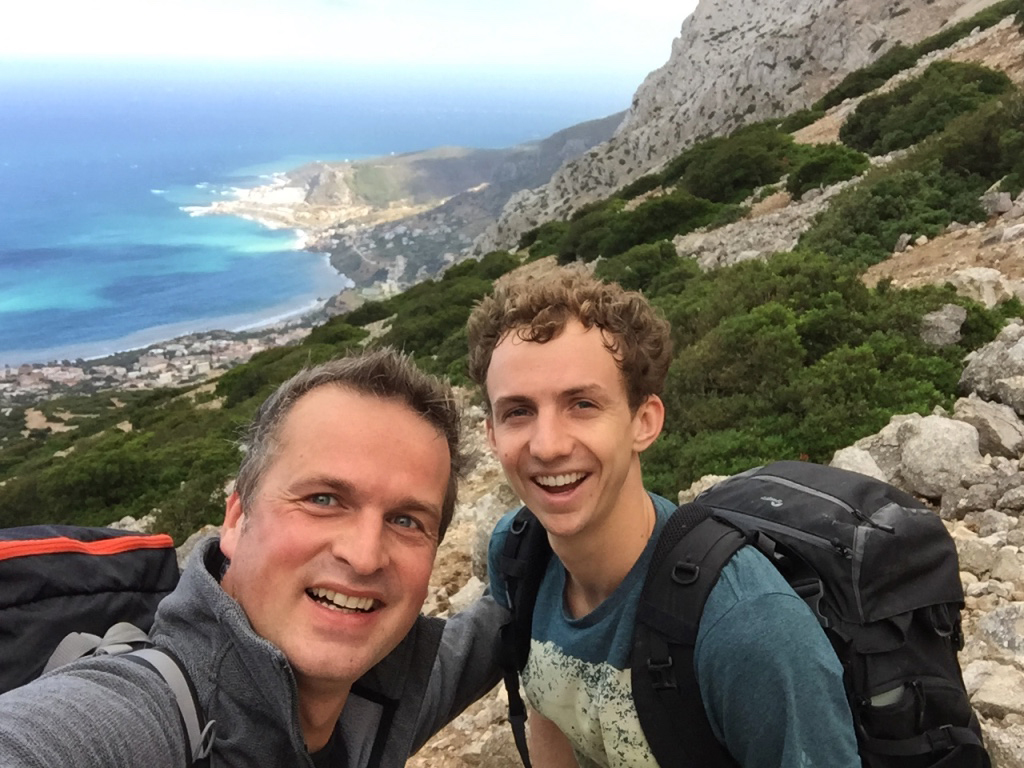
Arnout Hauben en Jasper Stoefs in De Helden van Arnout

De helden van Arnout is een avontuurlijk reisprogramma van en met televisiemaker Arnout Hauben. Het programma werd gemaakt door productiehuis De chinezen en in 2017 uitgezonden op de Vlaamse zender Eén (VRT).
In dit programma reist Arnout Hauben acht vergeten Belgen achterna, die in de loop van de geschiedenis een heroïsche tocht gemaakt hebben. Deze mensen lieten stuk voor stuk hun veilige kerktoren achter zich en trokken de wijde wereld in, hun dromen en idealen achterna. Hauben volgt hun spoor aan de hand van brieven en dagboeken en reist zo door Rusland, Mongolië, Marokko, Zuid-Afrika, Frankrijk, de Verenigde Staten, Peru en Oekraïne. Hierbij wordt hij vergezeld door cameraman Jasper Stoefs.

## Afleveringen
| Afl. | Held                               | Inhoud | Kijkcijfers |
| ---- | ---------------------------------- | --- | ----------- |
| 1    | Joseph Abbeel                      | Zo’n 200 jaar geleden werd brouwerszoon Joseph Abbeel uit Vrasene uitgeloot om in het leger van Napoleon te vechten. Omdat hij erg groot was, kwam hij terecht bij de carabiniers te paard. Met die elite-eenheid was hij erbij wanneer Napoleon Rusland binnenviel. De geplande triomftocht draaide uit op een nachtmerrie. Joseph geraakte gewond en wist zijn Russische avontuur maar ternauwernood te overleven. | 649.958     |
| 2    | Willem Van Rubroek                 | In de 13de eeuw was het Mongoolse Rijk in volle opmars en bedreigde het de grenzen van Europa. Willem Van Rubroek, een monnik uit Frans-Vlaanderen, krijgt van de Franse koning de opdracht om naar Mongolië te reizen met een brief voor Mangoe Khan, de grote leider van de Mongolen. Willem trekt als een van de eerste westerlingen tot diep in het Mongoolse rijk. Maar na de lange reis wacht hem nog een tweede moeilijke opdracht: Mangoe Khan overtuigen om in te gaan op het voorstel van de Franse koning. | 577.832     |
| 3    | Nicolaes Cleynaerts                | Nicolaes Cleynaerts was de zoon van een leerlooier uit Diest die in de 16e eeuw aan de universiteit van Leuven studeerde. Hij raakte gefascineerd door het Arabisch en wil die taal absoluut leren. Als theoloog geloofde hij dat het hem zou helpen om het christendom en de islam dichter bij elkaar te brengen. Maar zijn nobel streven stond haaks op de tijdsgeest want na een eeuwenlange strijd waren nagenoeg alle moslims uit Europa verdreven. Cleynaerts ondernam een gevaarlijke tocht naar het Marokkaanse Fez om zijn doel alsnog te bereiken. | 664.014     |
| 4    | Alice Bron                         | Verpleegster en journaliste Alice Bron was een pittige dame die zich aan het einde van de 19de eeuw inzette voor het lot van arbeiders en andere onderdrukten. Wanneer in 1899 in Zuid-Afrika de Tweede Boerenoorlog uitbrak, gaf Alice Bron zich op als vrijwilliger bij het Rode Kruis, om gewonde Boeren aan het front te verzorgen. Maar de Britse overmacht was groot en het Boerenleger moest zich steeds verder terugtrekken, met in hun kielzog duizenden vluchtende burgers. Ook Alice was erbij. Op gevaar van eigen leven trok ze mee met de vluchtende Afrikaners om plichtsbewust gewonden te verzorgen. | 618.013     |
| 5    | Etienne Louis                      | In 1940 ontvluchtten driehonderdduizend jonge mannen België na de inval van het Duitse leger. Ze waren allemaal door de regering opgeroepen om in Normandië een reserveleger te vormen. Samen met zijn jongere broer en drie vrienden zette de achttienjarige Etienne Louis koers naar Frankrijk voor de militaire training. Vanuit Gent fietsten ze honderden kilometers en onderweg stonden ze meerdere keren oog in oog met de dood. Maar tijdens deze hachelijke tocht focuste Etienne zich vastberaden op zijn doel: zijn vrienden en zichzelf veilig in Normandië krijgen. | 797.246     |
| 6    | Pieter-Jan De Smet                 | De jonge Pieter-Jan De Smet uit Dendermonde werd in 1821 missionaris. Op zich niets bijzonders in die periode, ware het niet dat hij koos voor een missionarispost in de ruige Far West. Pieter-Jan verdiepte zich in de cultuur van de indianen en al snel wist hij hun vertrouwen te winnen. Daarom riepen de Plathoofdindianen zijn hulp in om te bemiddelen met de kolonisten, die steeds meer naar het westen oprukten en het grondgebied van de Plathoofden bedreigden. En dus ondernam Pieter-Jan een gevaarlijke tocht langs de Oregon Trail, helemaal tot in de Rocky Mountains. | 703.751     |
| 7    | Jean-Bapitiste Popelaire de Terloo | Brusselaar en baron Jean-Baptiste Popelaire de Terloo droomde er als kind al van om ontdekkingsreiziger te worden. Wanneer zijn ouders overlijden, gebruikte hij zijn erfenis om een wereldreis te maken. Zo kwam hij in Peru terecht, een land vol onontdekte Incaschatten en weelderige natuur. In het regenwoud zocht hij honderden dier- en plantensoorten die hij verzond naar het pas opgerichte Natuurhistorisch Museum in Brussel. Zijn interesse ging vooral uit naar vogels en hij ontdekte zelfs een nieuwe kolibrie-soort, die nog steeds zijn naam draagt: de Discosura Popelairii of gekuifde draadkolibrie. | 703.694     |
| 8    | Oscar Thiry                        | De broers Oscar en Marcel Thiry maakten in 1916 deel uit van het eerste pantserkorps van het Belgisch leger. Terwijl in het westen de soldaten zich klaarmaakten voor de Slag bij de Somme, kregen zij een heel andere opdracht. Koning Albert I leende het pantserkorps uit aan zijn bondgenoot, tsaar Nicolaas II van Rusland. De Belgen streden samen met Russische soldaten tegen de troepen van Oostenrijk-Hongarije en Duitsland. Maar de tegenstand was groot en Oscar wordt zwaargewond afgevoerd naar de stad Ternopil. In het oorlogstumult raakten beide broers gescheiden van elkaar. Voor Marcel Thiry tikt de klok: hij moest kost wat kost zijn broer vinden voor het oprukkende Oostenrijkse leger de volledige stad innam. | 644.389     |